# Matthew Whitley
Pour les articles homonymes, voir Whitley.

a Compétitions nationales et continentales officielles uniquement.

b Matchs officiels uniquement.
Matthew Whitley dit Matt Whitley, né le 20 janvier 1996 à Billinge (Angleterre), est un joueur de rugby à XIII anglais évoluant au poste de deuxième ligne ou de centre.
Il fait ses débuts en rugby à XIII en Super League avant ses vingt ans aux Vikings de Widnes en 2015. Restant quatre années à Widnes où il est devenu titulaire au poste de deuxième ligne, il prend la décision de rejoindre les Dragons Catalans en 2019 à la suite de la relégation de Widnes en Championship.
Parallèlement, ses performances en club sont reconnues puisqu'il est convoqué en 2018 dans l'équipe d'Angleterre Espoirs.

## Biographie
Matt Whitley est né à Billinge dans le district métropolitain de St Helens. Ancien élève de la Haydock High School, il débute au rugby à XIII avec les « Bold Miners ». Il rejoint à l'âge de seize ans le club des Vikings de Widnes où il est rapidement titulaire en moins de dix-neuf ans puis est promu en équipe première qui évolue en Super League lors de la saison 2015. Rapidement titulaire au sein de Widnes, il est prolongé dès sa première saison et reste quatre années à Widnes en Super League en y disputant plus de cent matchs.
En 2018, il ne peut empêcher le relégation de Widnes en Championship malgré une bonne saison de sa part qui le voit notamment être convoqué avec l'équipe d'Angleterre Espoirs en tournée en Papouasie-Nouvelle-Guinée. De ce fait, il décide de signer pour un autre club évoluant en Super League, les Dragons Catalans.

## Palmarès
- Collectif : 
  - Finaliste de la Super League : 2021 et 2023 (Dragons Catalans).

### En club

#### Statistiques
| Saison | Club             | Compétition   | Matchs | Points | Essais | Goals | Drops |
| ------ | ---------------- | ------------- | ------ | ------ | ------ | ----- | ----- |
| 2015   | Widnes Vikings   | Super League  | 16     | 12     | 3      | -     | -     |
| 2015   | Widnes Vikings   | Challenge Cup | 2      | -      | -      | -     | -     |
| 2016   | Widnes Vikings   | Super League  | 26     | 24     | 6      | -     | -     |
| 2016   | Widnes Vikings   | Challenge Cup | 3      | 8      | 2      | -     | -     |
| 2017   | Widnes Vikings   | Super League  | 26     | 8      | 2      | -     | -     |
| 2017   | Widnes Vikings   | Challenge Cup | ?      | ?      | ?      | ?     | ?     |
| 2018   | Widnes Vikings   | Super League  | 25     | 16     | 4      | -     | -     |
| 2018   | Widnes Vikings   | Challenge Cup | 2      | 12     | 3      | -     | -     |
| 2019   | Dragons Catalans | Super League  | 25     | 24     | 6      | -     | -     |
| 2019   | Dragons Catalans | Challenge Cup | 2      | 8      | 2      | -     | -     |
| 2020   | Dragons Catalans | Super League  | 13     | 24     | 6      | -     | -     |
| 2020   | Dragons Catalans | Challenge Cup | 2      | 8      | 2      | -     | -     |
| 2021   | Dragons Catalans | Super League  | 16     | 32     | 8      | -     | -     |
| 2022   | Dragons Catalans | Super League  | 20     | 16     | 4      | -     | -     |
| 2023   | Dragons Catalans | Super League  | 1      | -      | -      | -     | -     |